# Automobil- und Motorenwerke Alliance
Automobil- und Motorenwerke Alliance Fischer & Abele war ein deutscher Hersteller von Automobilen.

## Unternehmensgeschichte
Das Unternehmen aus Berlin begann 1903 oder 1904 mit der Produktion von Automobilen. Der Markenname lautete Alliance. Einige der hergestellten Teile und Fahrgestelle wurden auch anderen Unternehmen angeboten. 1905 endete die Produktion.

## Fahrzeuge
Für den Antrieb der Fahrzeuge sorgten Zweizylinder- und Vierzylindermotoren. Eine Quelle gibt an, dass die Motoren zugekauft wurden. Laut einer anderen Quelle entstanden sämtliche Komponenten im eigenen Betrieb.